# 杜德 (白俄羅斯)
杜德是白俄羅斯的城鎮，由格羅德諾州負責管轄，1999年人口109。在1921年簽署的里加和約中，該鎮被納入波蘭第二共和國的新格魯代克省管轄範圍。